# Manfred Botzenhart
Manfred Botzenhart (* 28. September 1934 in Berlin; † 28. Februar 2007 in Havixbeck) war ein deutscher Historiker.
Manfred Botzenhart, ein Sohn des Historikers Erich Botzenhart, studierte Geschichte, Alte Geschichte und Archäologie in Freiburg und Münster. Er wurde Wissenschaftlicher Assistent von Kurt von Raumer, bei dem er seine Doktorarbeit über Klemens Wenzel Lothar von Metternich schrieb. 1966 wurde er in Münster zum Dr. phil. promoviert. 1974 habilitierte er sich mit einer Arbeit zur Entstehung des Parlamentarismus im Vormärz und während der Deutschen Revolution 1848/49. 1975 wurde er an die Westfälische Wilhelms-Universität Münster berufen, an der er bis zu seiner Emeritierung 1997 als Professor für Neuere Geschichte lehrte. Von 1993 bis 1997 war er Dekan des Fachbereichs Geschichte bzw. ab 1995 Geschichte/Philosophie. Zu seinen akademischen Schülern gehörte unter anderem Michael Epkenhans.
1995 wurde Botzenhart zum ordentlichen Mitglied der Historischen Kommission für Westfalen gewählt. 2003 wurde die Mitgliedschaft in eine korrespondierende umgewandelt. Er war Mitglied der Vereinigung für Verfassungsgeschichte.

## Schriften
- Metternichs Pariser Botschafterzeit (= Neue Münstersche Beiträge zur Geschichtsforschung. Bd. 10). Aschendorff, Münster 1967 (zugleich: Dissertation, Universität Münster, 1966).
- Deutscher Parlamentarismus in der Revolutionszeit 1848–1850. (= Handbuch der Geschichte des deutschen Parlamentarismus). Droste, Düsseldorf 1977, ISBN 3-7700-5090-8 (zugleich: Habilitationsschrift, Universität Münster, 1974/1975).
- mit Kurt von Raumer: Deutschland um 1800. Krise und Neugestaltung. Von 1789 bis 1815 (= Handbuch der deutschen Geschichte. Bd. 3,1: Deutsche Geschichte im 19. Jahrhundert. Tl. 1). Akademische Verlagsgesellschaft Athenaion, Wiesbaden 1980, ISBN 3-7977-0720-4.
- Reform, Restauration, Krise. Deutschland 1789–1847 (= edition suhrkamp. Bd. 1252 = Neue Folge, Bd. 252). Suhrkamp, Frankfurt am Main 1985, ISBN 3-518-11252-X.
- Deutsche Verfassungsgeschichte 1806–1949 (= Kohlhammer-Urban-Taschenbücher. Bd. 450). Kohlhammer, Stuttgart u. a. 1993, ISBN 3-17-011235-X.
- 1848/49: Europa im Umbruch. Schöningh, Paderborn 1998, ISBN 3-506-97003-8.